# Белая птица: Новое чудо
«Белая птица: Новое чудо» (англ. White Bird) — американский военный драматический фильм режиссёра Марка Форстера по сценарию Марка Бомбэка, основанный на одноимённом графическом романе Р. Дж. Паласио 2019 года, с Джиллиан Андерсон и Хелен Миррен в главных ролях. Спин-офф фильма «Чудо».

## Сюжет
После событий «Чуда» Джулиан навсегда покинул Бичер Преп. Его навещает бабушка из Парижа, которая рассказывает ему истории о своём детстве молодой еврейской девушки в оккупированной нацистами Франции во время Второй мировой войны, когда её прятали от нацистов юный одноклассник и его родители.

## В ролях
- Ариелла Глазер — Сара Блум
  - Хелен Миррен — Сара в старости
- Брайс Гейзар — Джулиан Олбанс
- Орландо Швердт - Жюльен Бомье
- Джиллиан Андерсон — Вивьен Бомье, мать Жюльена
- Ишай Голан — Макс Блум, отец Сары

## Съёмки и премьера
Производство фильма началось в феврале 2021 года в Чехии. Первоначально его планировалось выпустить 16 сентября 2022 года, но позднее он был отложен до 14 октября 2022 года. Премьера в РФ 18 января 2024 года.

## Восприятие
Автор Variety Деннис Харви оценил фильм Форстера довольно положительно, отметив: «Хотя здесь можно придраться к некоторым более упрощённым [в сравнении с книгой] элементам истории, проницательное мастерство режиссёра даёт прекрасный результат, который достигает желаемых острых и вдохновляющих нот, не усложняя их».